# Pau-de-Cabinda
Pau-de-Cabinda (Pausinystalia macroceras) é uma espécie do género Pausinystalia, da família das Rubiaceae. O nome em português faz alusão a uma origem cabinda; porém, é conhecida por toda a África por nomes tais como yohimbe, johimbe, etc. Da casca desta planta faz-se um chá psicoactivo com efeito estimulante e afrodisíaco. A sua actividade deve-se à presença de ioimbina. Esta preparação é frequentemente vendida em ervanárias.
O efeito do consumo de produtos derivados desta planta leva a exageros e lendas. Mesmo assim, a planta é conhecida mundialmente como o Viagra africano[carece de fontes?]. Chá preparado com a casca é um estimulante forte, que pode levar à perda do sono. Pelo seu efeito forte, pela possibilidade de interacções com outros medicamentos, é necessária precaução no seu uso. A FDA americana tem esta planta na lista de suplementos não seguros.